# 西马斯·亚赛蒂斯
西馬斯·雅薩迪斯（1982年3月26日—），立陶宛籃球運動員。他現在效力於立陶宛球隊萊塔斯籃球俱樂部。他也代表立陶宛國家籃球隊參賽。